# Herman van der Haar
Herman van der Haar, Taufname Hermanus Petrus van der Haar (* 2. Dezember 1867 in Avenhorn, Wester-Koggenland, heute Koggenland, Provinz Nordholland; † 18. August 1938 in Wassenaar, Provinz Südholland), war ein niederländischer Genre-, Interieur-, Landschafts- und Porträtmaler der Düsseldorfer Schule.

## Leben
Van der Haar, Sohn des Arztes Petrus van der Haar und dessen Ehefrau Elisabeth Johanna Jordens, kam 1879 in das Haus seines Onkels, des Notars Gerard Jordens in Enschede, wo er eine Ausbildung bei dem Kunstmaler und Fotografen Lambertus Johannes Bruna (1822–1906) erhielt. Von 1889 bis 1893 besuchte er die Kunstakademie Düsseldorf. Dort war er Schüler von Heinrich Lauenstein, Hugo Crola, Adolf Schill und Johann Peter Theodor Janssen. Van der Haar wirkte in Den Haag, Haaksbergen, Utrecht, Kortenhoef, Blaricum, Laren, Veere und Wassenaar in den Niederlanden, wo er Mitglied der Künstlervereinigungen Arti et Amicitiae und Vereeniging Haagsche Kunstkring war. 1898 heiratete er in Utrecht Margarethe Bresina. Das Paar hatte drei Kinder. In den Jahren 1898 und 1900 beschickte er Ausstellungen des Münchner Glaspalastes. Er bereiste Italien und Polen, wo er auf dem Landgut Groß Lenschetz (Łężce) bei Posen wohnte. Er reiste auch durch Deutschland und lebte in den 1920er Jahren eine Zeit lang mit seiner Familie in Berlin. Van der Haar war Lehrer von Josephine Phaff-Faber (1891–1984) und Dolf van der Haar (1899–1973).

## Werke (Auswahl)

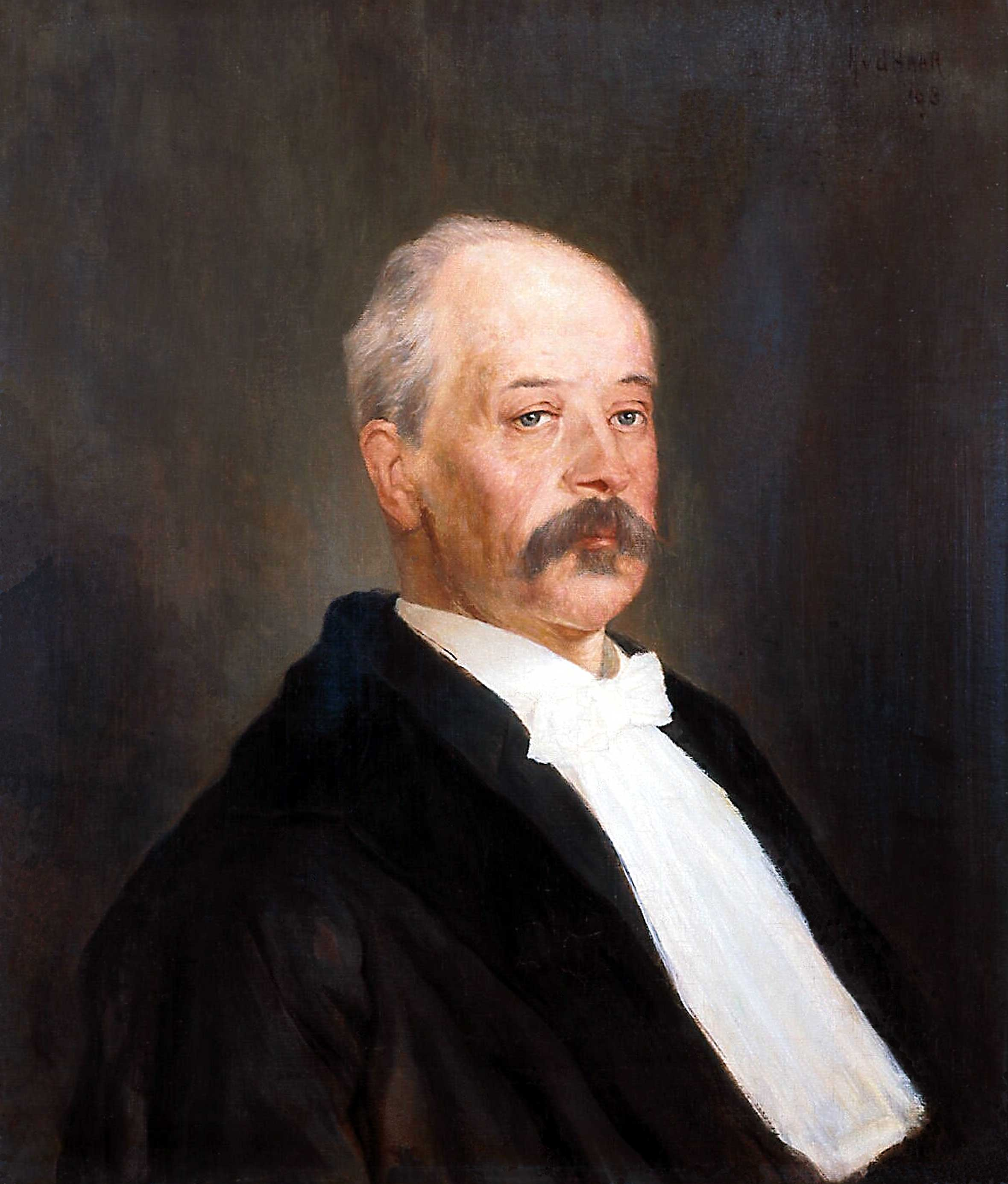
Porträt Henri Ernest Moltzer, 1898

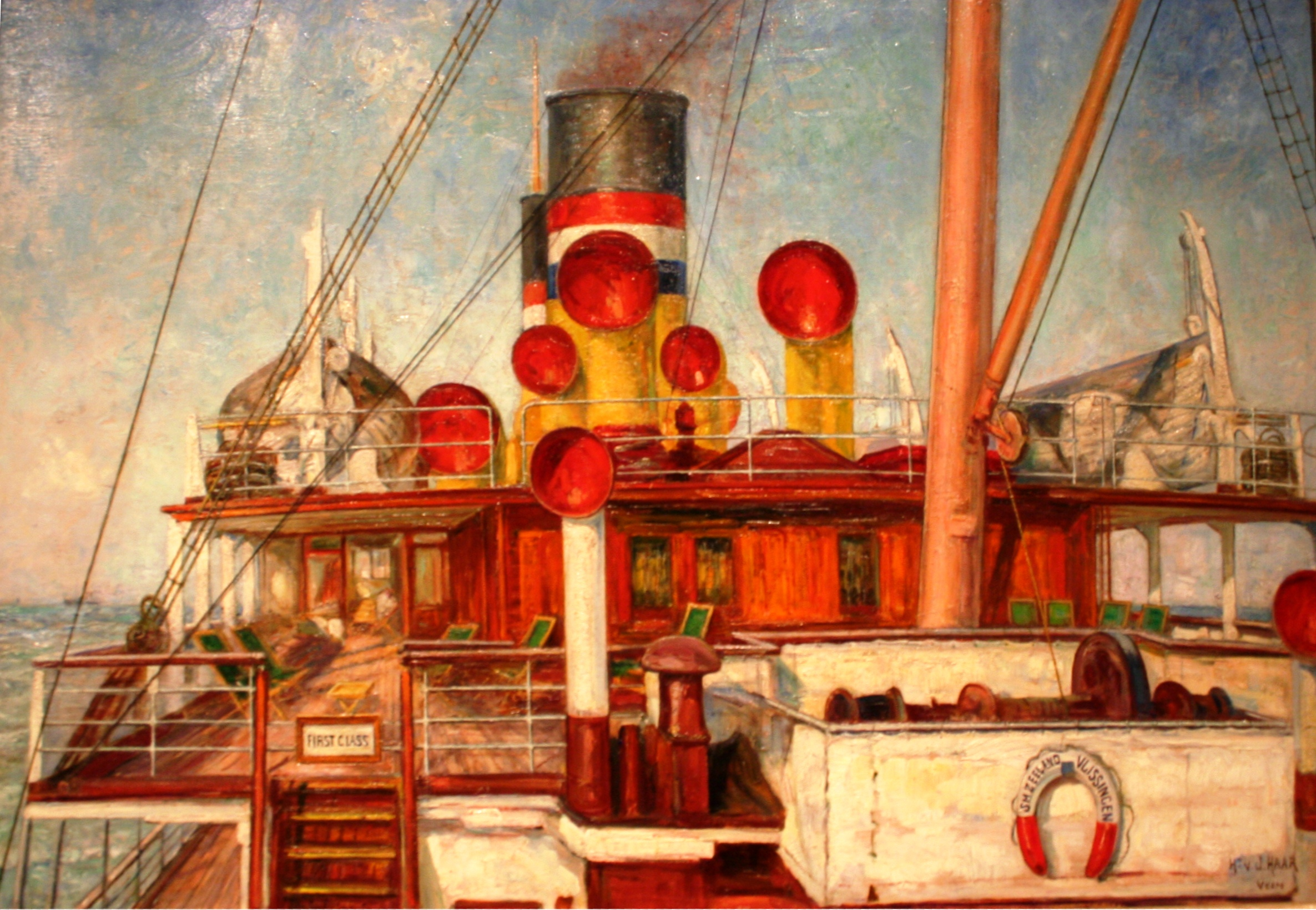
Promenadedek van een schip van de Stoomvaart Maatschappij Zeeland, um 1927

- Porträt Henri Ernest Moltzer, 1898, Universitätsmuseum Utrecht
- Promenadedek van een schip van de Stoomvaart Maatschappij Zeeland, um 1927, Het Scheepvaartmuseum, Amsterdam
- Die Milchmagd, 1936
- Flusslandschaft am Abend
- Familie im Hinterhof (Familie op de binnenplaats)
- Waldweg mit Bäuerin
- Der Hausweber (De huiswever), Aquarell[2]